# Fundulopanchax
Fundulopanchax Myers, 1924 è un genere di piccoli e colorati pesci d'acqua dolce appartenenti alla famiglia Nothobranchiidae.

## Distribuzione e habitat
Queste specie sono endemiche dell'Africa tropicale, dove vivono in pozze e piccoli corsi d'acqua delle foreste pluviali e delle savane.

## Specie
Il genere comprende 29 specie:
- Fundulopanchax amieti
- Fundulopanchax arnoldi
- Fundulopanchax avichang
- Fundulopanchax cinnamomeus
- Fundulopanchax deltaensis
- Fundulopanchax fallax
- Fundulopanchax filamentosus
- Fundulopanchax gardneri
- Fundulopanchax gresensi
- Fundulopanchax gularis
- Fundulopanchax intermittens
- Fundulopanchax kamdemi
- Fundulopanchax marmoratus
- Fundulopanchax mirabilis
- Fundulopanchax moensis
- Fundulopanchax ndianus
- Fundulopanchax oeseri
- Fundulopanchax powelli
- Fundulopanchax puerzli
- Fundulopanchax robertsoni
- Fundulopanchax rubrolabialis
- Fundulopanchax scheeli
- Fundulopanchax sjostedti
- Fundulopanchax spoorenbergi
- Fundulopanchax traudeae
- Fundulopanchax walkeri